# P-поляризація

p-поляризована хвиля

p-поляризація — одна з можливих поляризацій світла, яке падає на плоску поверхню розділу двох середовищ. 
p-поляризація характеризується тим, що вектор напруженості електричного поля лежить у площині падіння. 
На границі розділу двох середовищ напруженість електричного поля для p-поляризваного світла має як тангенціальну, так і 
нормальну складову. 
Іншою можливою поляризацією світла, яке падає на плоску границю розділу є s-поляризація. 
Як і для s-поляризації, для p-поляризації виконуються закони заломлення й відбиття світла: заломлений і відбитий промені лежать у площині падіння, кут заломлення визначається законом Снеліуса, кут відбиття дорівнює куту падіння, амплітуди відбитої 
і заломленої хвиль, а також коефіцієнти проходження й відбиття визначаються формулами Френеля, які у випадку p-поляризації мають дещо інший вигляд, ніж для s-поляризації.
Для p-поляризації існує певний кут падіння (кут Брюстера), при якому світло повністю проходить в інше середовище, не відбиваючись від поверхні.